# 마북초등학교
마북초등학교는 대한민국 경기도 용인시 기흥구에 있는 공립 초등학교이다.

## 학교 연혁
- 2000년 10월 1일 : 개교